# Gryazev-Shipunov GSh-30-2
El Gryazev-Shipunov GSh-30-2 (ГШ-30-2) o GSh-2-30 es un poderoso cañón automático doble desarrollado para su uso a bordo de ciertas aeronaves de fabricación soviética.
El cañón no está relacionado con el Gryazev-Shipunov GSh-30-1, pero es un arma de alto desempeño accionada por retroceso que emplea el principio de Gast. Su cadencia de disparo es de unos 3.000 disparos por minuto. El arma fue diseñada para ser sencilla y resistente a la suciedad, por lo que es relativamente pesado. Están disponibles cartuchos de uranio empobrecido para emplearse en el GSh-30-2.
El GSh-30-2 está montado a bordo del avión de ataque a tierra Su-25 y en contenedores externos. Sus medidas son 2.044 x 222 x 195 mm, con dos cañones de 1.500 mm de longitud y un peso de 115 kg. El GSh-30K es una versión modificada con cañones de 2.400 mm de longitud enfriados por agua, cadencia ajustable y unas dimensiones de 2.944 x 222 x 195 mm. Es montado a bordo de los últimos modelos del helicóptero de ataque Mil Mi-24, como el Mil Mi-24P.    

## Especificaciones (GSh-30-2)
- Fabricante: KBP Instrument Design Bureau
- Tipo: cañón automático.
- Munición: 30 x 165, de percusión eléctrica.
- Calibre: 30 mm
- Sistema de operación: similar a la ametralladora Gast.
- Largo: 2.044 mm
- Longitud del cañón: 1.500 mm
- Peso (montaje completo): 115 kg
- Cadencia de fuego: 1.000-3.000 disparos/minuto
- Velocidad de salida (proyectil): 880-890 m/s
- Peso del proyectil: 386-404 g
- Principales aeronaves que lo montan: Su-25 "Frogfoot"

## Especificaciones (GSh-30-2K)
- Fabricante: KBP Instrument Design Bureau
- Tipo: cañón automático.
- Munición: 30 x 165, de percusión eléctrica.
- Calibre: 30 mm
- Sistema de operación: similar a la ametralladora Gast.
- Largo: 2.944 mm
- Longitud del cañón: 2.400 mm
- Peso (montaje completo): 115 kg
- Cadencia de fuego: 300-2.000 disparos/minuto
- Velocidad de salida (proyectil): 890 m/s
- Peso del proyectil: 386-404 g
- Principales aeronaves que lo montan: helicóptero de ataque Mi-24 "Hind"